# Laemophloeus fervidus
Laemophloeus fervidus är en skalbaggsart som beskrevs av Thomas Casey 1916. Laemophloeus fervidus ingår i släktet Laemophloeus och familjen ritsplattbaggar. Inga underarter finns listade i Catalogue of Life.